# Las Dos Antiguas
Las Dos Antiguas est une cave artisanale de vin rouge à Navas de Oro dans la région de Castille-et-León en Espagne. La société produit du vin avec l'appellation Castille-et-Léon dont le vignoble est situé à la Ribera del Duero. Les grappes de raisin issues du cépage tempranillo sont sélectionnées et récoltées manuellement. La production est numérotée et limitée à environ 6 000 bouteilles par an.

## Histoire
En 2009, Ibáñez Guerra Rodrigo et Henar Pinilla, amateurs de vin, ont décidé par passion de faire leurs propres vins.

Les deux années suivantes, ils ont pu élaborer du vin à leur manière dans le garage. Le résultat a tellement plu à la famille et aux proches que cela a été un tournant pour les deux passionnés du vin.
En 2012, les deux fondateurs débutent leurs carrières professionnelles sous le nom de Las Dos Antiguas.
Les deux associés s'installent dans une petite cave à Navas de Oro, à 30 minutes de la ville de Ségovie. Ils se spécialisent alors dans la production de vins rouges à long vieillissement, ou vin de garde.
Las Dos Antiguas est à ce moment l'une des rares caves à vins artisanales à élaborer et vendre du vin rouge dans la zone. Traditionnellement, cette zone produit du vin blanc avec notamment la variété verdejo et avec l'appellation Rueda.

## Récompenses internationales
Lors de l'International Wine Awards Las dos Antiguas Selección 2014, a obtenu une Grande Médaille d'Or un prix réservé aux vins avec des scores entre 95 et 100 points. Cette récompense a été seulement attribuée à 36 des 2 579 vins présentés.
Puis en 2021, dans le cadre de la dégustation printemps du concours Mundus Vini, Las dos Antiguas Selección 2015 remporte un Grand Or.